# Раде Вукотић
Радомир Раде Вукотић (Приштина, 28. мај, 1951) је српски позоришни, телевизијски, филмски и гласовни глумац, редитељ и продуцент.

## Биографија
Радомир Раде Вукотић је рођен 28. маја, 1951. године у Приштини. Основну и средњу школу завршио је у Нишу као и први драмски студио при народном позоришту у Нишу. После завршеног студија остаје годину дана у Нишу и игра значајне улуге: Омер у Омер и Мерима, Гаврила Принципа у Сарајевском атентату, Деметра у Сну летње ноћи.
1971. године уписује факултет драмских уметности у Београду у класи Предрага Бајчетића. По дипломирању 1975. године постаје стални члан Позоришта на Теразијама. Радио је као асистент режије великим Југословенским редитељима: Соја Јовановић, Желимир Орешковић, Радослав Златан Дорић, Александар Ђорђевић. У Свом матичном позоришту режирао је и представу Аризани по чувеном роману Ивана Ивановића. У својој каријери играо је запажене улоге у матичном позоришту као и на филму и телевизији.
Са својим колегама из позоришта на Теразијама и редитељем Радославом Дорићем отварају сцену Бранислав Нушић у Скадарлији далеке 1975. године а 1982. са представом Аладинова чаробна лампа отвара летњу сцену на Гардошу. Жанровски опредељен за представе булеварског типа бива радо виђен гост у целој бившој Југославији.
У својој каријери играо је запажене улоге у матичном позоришту као и на филму и телевизији. 1990. године је основао прву уметничку радионицу за позориште, филм, радио и телевизију Призор у бившој Југославији и већ 1993. године напушта позориште и посвећује се писању, драматизацији и режији представа за децу и одрасле у својој продукцији, на коме су се са редитељем Данило Вукотићем упознавали.
Почетком деведесетих година отварао је дечије позориште Мјузикхолић на Новом Београду у сали биоскопа где се сада налази позориште Пинокио.
2010. године улази у копродукцијски однос са Позориштем Славије за коју је урадио представе: Брачни кабаре, Цимери, Ловци на мираз, Мењамо жене, Звезде и таленти и ту остаје до 2015. године кад је напустио Позориште Славије и исти однос заснива и са новој сцени Позориште Вук Караџић у Београду где ради нове представе: Љубав у доба кокаина, Љубавници и Господин посланик.
Због ситуације са Ковид-19 пандемије није био у стању да обележи и прослави и да изда књигу Мој пут. Али зато од 5. септембра 2020. отвара са установом културе Позориште Божидарац које ће од лета 2021. носити име нашег великог глумца Зорана Радмиловића.
Такође са великом продуцентском кућом Emotion ударају камен темељац за ново булеварско позориште у Србији Emotion Theater. Од 01. септембра 2021. године на Фестивалу Балканских независних театарских сцена Провокација у Скопљу добио награду за животно дело за развој и афирмацију независних театарских сцена.

## Филмографија
| Год.   | Назив                                      | Улога                |
| ------ | ------------------------------------------ | -------------------- |
| 1970-е |                                            |                      |
| 1975.  | Игњатовић против Гебелса                   | Александар Игњатовић |
| 1976.  | Јовча                                      | Слуга #2             |
| 1978.  | Тигар                                      |                      |
| 1980-е |                                            |                      |
| 1980.  | Позоришна веза                             | Валенце              |
| 1981.  | Краљевски воз                              | Железничар Жиле      |
| 1982.  | Савамала                                   |                      |
| 1982.  | Мој тата на одређено време                 |                      |
| 1983.  | Тимочка буна                               |                      |
| 1985.  | Оркестар једне младости                    | Чеда Мирић           |
| 1988.  | Попајева прича по народној бајци (ТВ филм) | Баџа                 |
| 1990-е |                                            |                      |
| 1992.  | Јевреји долазе                             | Биоенергетичар       |
| 2000-е |                                            |                      |
| 2000.  | Улица добре воље                           | Мрав (глас)          |
| 2002.  | Призори из брачног живота                  | Наратор              |
| 2003.  | Црвенкапа (ТВ филм)                        | Ловац                |

## Радио драме
- Александар Обреновић: Слатки мирис препорода Радио Београд 2 (1983)

## Улоге у синхронизацијама
| Година синх. | Цртани филм                                              | Улога                       |
| ------------ | -------------------------------------------------------- | --------------------------- |
| 1996.        | Старла и небески јахачи (Призор)                         | сова Арчи итд.              |
| 1998.        | Магичне авантуре Квазимода                               | Денис, Фроло итд.           |
| 1999.        | Горштак                                                  | Рамирез итд.                |
| 1999-2002.   | Млади мутанти нинџа корњаче (ТВ серија из 1987) (Призор) | Леонардо, Сплинтер          |
| 2004.        | Палчица                                                  | Чаробњак, приповедач        |
| 2010.        | Алфа и Омега                                             | Тони                        |
| 2010.        | Артур 3: Рат два света                                   | шеф, Др. Стич               |
| 2010.        | Семијеве авантуре на путу око света                      | додатни гласови             |
| 2012.        | Марко Макако                                             | Ханс, председничев саветник |
| 2012.        | Семијева велика авантура 2                               | додатни гласови             |
| 2013.        | Гномео и Јулија                                          | додатни гласови             |
| 2013.        | Кумба                                                    | Мкулу                       |
| 2013.        | Замбезија                                                | додатни гласови             |
| 2014.        | Тврд орах                                                | додатни гласови             |
| 2014.        | Меда Педингтон                                           | додатни гласови             |
| 2014.        | Џастин и храбри витезови                                 | додатни гласови             |
| 2018.        | Невероватна прича о џиновској крушки                     |                             |